# 10년 (2015년 영화)
10년(十年, Ten Years)은 홍콩에서 제작된 궉 준, 웡 페이-팡, 구문걸 감독의 2015년 드라마 영화이다. 요계지 등이 주연으로 출연하였다.

## 출연

### 주연
- 요계지
- 이소화